# Белза Ігор Федорович
І́гор Фе́дорович Бе́лза (8 лютого 1904, Кельці, Російська імперія — 5 січня 1994, Москва) — український і російський радянський музикознавець, композитор, історик культури, педагог.

## Життєпис
1925 закінчив Київську консерваторію по класу композиції в Бориса Лятошинського; довгий час викладав у ній. Очолював музичний відділ на Київській кіностудії (1930—1937), у 1938—1941 рр. працював у видавництві «Мистецтво» — був там завідувачем музичного сектора.
З 1942 працював у Москві. Заслужений діяч мистецтв РРФСР (з 1974).
Белза був визначним фахівцем в галузі музичної культури слов'янських народів, зокрема чеського і польського. Написав ряд капітальних праць з історії музики, монографії про життя і творчість А. Дворжака, В. Новака, М. Карловича тощо. За численні праці у галузі музичної славістики професору І. Ф. Белзі присвоєно ступінь доктора у Празькому університеті та Музичній академії ім. Ф. Шопена у Варшаві.
Його дружина Зоя Гулинська (1921—1999) — визначна музикознавиця і письменниця, авторка ґрунтовних розвідок про Р. Глієра, А. Дворжака, М. Мясковського, Б. Сметану.
Їхній син Святослав (1942—2014) — літературознавець та критик, публіцист, музикознавець, телеведучий (передача «Романтика романсу» та ін.), музичний оглядач телеканалу «Культура».

## Композитор музики до стрічок
- 1929 — Арсенал
- 1932 — Висота № 5
- 1932 — Марш шахтарів
- 1932 — Океан
- 1932 — Іван
- 1934 — Молодість
- 1934 — Кришталевий палац
- 1937 — Новели про героїв-льотчиків